# 구미 법성사 석불좌상
구미 법성사 석불좌상(龜尾 法城寺 石佛坐像)은 대한민국 경상북도 구미시에 있는 석불이다. 2011년 4월 18일 경상북도의 문화재자료 제584호로 지정되었다.
경북 구미시 연일정씨 일가에서 토담집을 지어 계속 보존하여 관리였으며 1965년경 지금의 종합문화예술회관 자리로 옮겨 토담집을 지어 불상을 모셔오다가 법성사 신도회장을 역임한 영일정씨 정환수와의 인연으로 지금의 법성사에서 모시게 되었다.

## 의의와 평가
법성사 약사여래좌상은 통일신라시대에 조각된 미륵존불로서 언제인지는 알 수 없으나 경북 구미시 송정동 연일정씨 가에서 보관하였던 것을 개조, 보수하여 현 위치에 봉안하였다.

## 같이 보기
- 법성사

## 참고 자료
- 구미 법성사 석불좌상 - 국가유산청 국가유산포털